# Isahaya
Isahaya (jap. 諫早市 Isahaya-shi) – miasto w Japonii, na wyspie Kiusiu, w prefekturze Nagasaki.

## Miasta partnerskie
- Chiny: Zhangzhou